# Business Jump
Business Jump (ビジネスジャンプ?, Bijinesu Janpu) era una rivista giapponese di manga pubblicata da Shūeisha. Il suo target di pubblico risultava essere quello maschile dai 18 anni in su quindi seinen.
L'ultimo numero è stato pubblicato il 5 ottobre 2011.

## Manga pubblicati su Business Jump

### Serie attuali
| Titolo                                                        | Autore/Illustratore                       |
| ------------------------------------------------------------- | ----------------------------------------- |
| Amai Seikatsu (甘い生活?)                                     | Gekkō Yumi                                |
| Canta "Yesterday" per me (イエスタデイをうたって?)            | Kei Tōme                                  |
| Kabunushi Sōkai (株主爽快?)                                   | Kaoru Tachibana                           |
| Kizu Darake no Jinsei (傷だらけの仁清?)                       | Tetsuya Saruwatari                        |
| Kuno Ichi Mahouden (くノ一魔宝伝?)                            | Tsukasa Yamaguchi                         |
| Shimane no Bengoshi (島根の弁護士?)                           | Tetsuo Aoki                               |
| Somuriēru(sommelière) (ソムリエール?)                         | Araki Shiro, Kachihō Matsui               |
| Soleil (SOLEIL ～ソレイユ～?)                                 | Ryō Kuraka, Choku Kurebayashi             |
| Noeru no Kimochi (ノエルの気持ち?)                            | Noriyuki Yamahana                         |
| Bakurei On (爆麗音?)                                          | Akira Sakihi, Akitarō Yamada              |
| Barigoku Men (ばりごく麺?)                                    | Jun'ichi Nōjō                             |
| Hansamu ★ Sūtsu (ハンサム★スーツ?)                            | Osamu Suzuki, Seigō Kashida, Teruto Ariga |
| Hiru Made Netarō (昼まで寝太郎?)                              | Kokorozashi Motomiya                      |
| Yoni mo Kimyō na Man ☆ ga Tarō (世にも奇妙な漫☆画太郎?)       | Man ☆ ga Tarō                             |
| Raburadōru Radiwo Wada (ラブラドール・和田ラヂヲ?)            | Radiwo Wada                               |
| Reinōryokusha Odakiri Kyōko no Uso (霊能力者 小田霧響子の嘘?) | Shinobu Kaitani                           |

### Serie terminate
| Title                                                                | Autore/Illustratore                |
| -------------------------------------------------------------------- | ---------------------------------- |
| Abare Bunya (あばれブン屋?)                                          | Tetsuya Watari                     |
| Ikenai Boy (イケナイBOY?)                                            | Yoshihiro Suma                     |
| Ippon Hōchō Man Tarō (一本包丁満太郎?)                               | Biggu Jō                           |
| Usshī Tono Hibi (ウッシーとの日々?)                                  | Jirō Hataman                       |
| Urami ya Honpo (怨み屋本舗?)                                         | Masanao Kurihara                   |
| Uramiya Honpo su Raikan Kaze Suke (怨み屋本舗 巣来間風介?)           | Masanao Kurihara                   |
| Women (Women?)                                                       | Mio Murao                          |
| Ōkushon Hausu (オークション・ハウス?)                                | Kazuo Koike, Seisaku Kanō          |
| Ōzora Mono (大空者?)                                                 | Dai Tennōji, Kiryō Inōe            |
| Otoko no Jikan (男の時間?)                                           | Mio Murao                          |
| Orange yane no chiisa na ie (オレンジ屋根の小さな家?)                | Noriyuki Yamahana                  |
| (Kabu) ~Kakkokabu~ (（株）～かっこかぶ～?)                           | Denki Watanabe (Kabu)              |
| Kannō Shōsetsuka (官能小説家?)                                       | Mio Murao                          |
| Battle Angel Alita/Gunnm (銃夢?)                                     | Yukito Kishiro                     |
| Gabai -Saga Nogabaibā-chan- (がばい-佐賀のがばいばあちゃん-?)        | Shichi Shimada, Saburō Ishikawa    |
| Onidō Ryūtarō • Sono Iki Sama (鬼堂龍太郎・その生き様?)              | Keīchi Tanaka                      |
| Keishi Sōkan Asami (警視総監アサミ?)                                 | Masayuki Kondō, Teruto Ariga       |
| Gendai Bijin Tsuma Zukan (現代美人妻図鑑?)                           | Mio Murao                          |
| Sakurada Familia (桜田ファミリア?)                                   | Odawara Dragon                     |
| Sakura 2 Gō (桜2号?)                                                 | Takewo Takeyama                    |
| The Hard (ザ・ハード?)                                               | Tetsuya Watari                     |
| Shī-dragon (シードラゴン?)                                           | Sig Production, Shōji Kanemaru     |
| Jōō (嬢王?)                                                          | Ryō Kuraka, Choku Kurebayashi      |
| Swing-style (swing-style?)                                           | Shiki Tadatō                       |
| Seigi no Tobira (セイギのトビラ?)                                    | Tsukasa Yamaguchi                  |
| Senumi no Tsurugi - Shitō (戦海の剣－死闘?)                          | Shun Amanuma                       |
| Mitsurin Shōnen ~Jungle Boy~ (密林少年~ジャングル・ボーイ~?)         | Aki Rā, Akira Fukaya               |
| Suikoden (水滸伝?)                                                   | Kenzō Hoppō, Kiryō Inōe            |
| Tasogare no Iesuman (黄昏のイエスマン?)                              | Yamada Zabieru                     |
| Tantei Jimusho 5 (探偵事務所5?)                                      | Tomihiko Tokunaga, Ken'ichi Kiriki |
| Tsuchinoko Tarō (ツチノコ太郎?)                                      | Sū Sasaki                          |
| Teki (手騎-テキ-?)                                                   | Takuaji Yamasaki                   |
| Tōdori Nozaki Shūhei (頭取 野崎修平?)                                | Ryōka Shū, Shigeru Nōta            |
| Tokini Habara no Niau Shōjo Noyōni (時には薔薇の似合う少女のように?) | Shiosu Nakashima                   |
| Dr. Morohashi Kenji (Dr.検事モロハシ?)                               | Shigeru Nōta                       |
| Tracker Okayamitoma (TRACKER 大神冬馬?)                              | Yōzōrō Kanari, Rokku Noma          |
| Ōnin K (殴人K?)                                                      | Katsu Miyazaki, Tsuyoshi Adachi    |
| Natsuki Kuraishisu (なつきクライシス?)                               | Hiroshi Tsuruta                    |
| Nōsaido (ノーサイド?)                                                | Bunshun Ikeda                      |
| Ban Raimu Rainin (BAR来夢来人?)                                      | Bunshun Ikeda                      |
| Hakatafū Kumo Roku (博多風雲録?)                                     | Hikari Kasuga                      |
| Harenchi Gakuen ~The Company~ (ハレンチ学園～ザ・カンパニー～?)      | Gō Nagai, Teruto Ariga             |
| P Joshiryō no Neko Dear (P女子寮のネコである?)                       | Chinatsu Tomisawa                  |
| Bokuha Mini ni Koishi Teru (僕はミニに恋してる?)                     | Nonki Miyasu                       |
| Nosuto Ichiban Hoshi (ホスト一番星?)                                 | Odawara Dragon                     |
| Kurenai Kabe Tora (紅壁虎?)                                          | Takashi Yamamoto                   |
| Minnanō Shigoto (みんなのお仕事?)                                    | Gasu Tanaka                        |
| Monokurō Mujietto (モノクロームジェット?)                            | Kazuhiro Kumagaya                  |
| Monkīpīpuru (モンキーピープル?)                                      | Shaku ei Kachi                     |
| No Side (ノーサイド?, nōsaido)                                       | Ikeda Fumiharu                     |
| Karen (カレン?, Karen)                                               | Yuji Shiozaki                      |
| Yoshihara no Mirai-san (吉原のMIRAIさん?)                            | Kurashō Makoto, Masatoshi Mari     |
| One Outs (ONE OUTS?)                                                 | Shinobu Kaitani                    |
| Yume de aetara (夢で逢えたら?)                                       | Noriyuki Yamahana                  |